# Albert Torres
Pour les articles homonymes, voir Torres.
Torres  Barceló est un nom espagnol. Le premier nom de famille, en général paternel, est Torres ; le second, en général maternel, souvent omis, est Barceló.
Albert Torres Barceló (né le 26 avril 1990 à Ciutadella de Menorca) est un coureur cycliste espagnol. Spécialiste des épreuves d'endurance sur piste, il est champion du monde de l'américaine avec David Muntaner en 2014 et quintuple champion d'Europe entre 2015 et 2020, avec trois titres sur l'américaine et deux sur l'omnium.
Au total, il remporte sept médailles aux championnats du monde et sept médailles aux championnats d'Europe.

## Biographie
En 2006, Albert Torres devient champion d'Espagne du contre-la-montre cadets (moins de 17 ans). L'année suivante, aux championnats d'Europe sur piste juniors (moins de 19 ans) à Cottbus, il décroche la médaille de bronze sur la poursuite. En 2008, il devient champion d'Espagne sur route juniors, puis lors des championnats d'Europe sur piste juniors, il décroche l'or sur la poursuite et l'argent sur la course aux points. En 2010, il est champion d'Espagne sur route espoirs (moins de 23 ans) et champion d'Espagne de l'américaine (avec David Muntaner).
En 2011, Torres est à nouveau champion d'Espagne de l'américaine (avec David Muntaner) et de la poursuite par équipes (avec David Muntaner, Jaime Alberto Muntaner et Vicente Pastor). Aux championnats d'Europe espoirs, il obtient la médaille de bronze sur la poursuite. Lors de la quatrième manche de la Coupe du monde sur piste 2011-2012 à Londres, il remporte la course aux points. Aux championnats d'Europe espoirs, il est médaillé d'argent de la poursuite et médaillé de bronze de l'américaine. Avec Sebastián Mora, il se classe cinquième de l'américaine aux championnats du monde 2012 à Melbourne. En août, il participe à ses premiers Jeux olympiques à Londres et termine sixième de la poursuite par équipes.
En 2013, il est vice-champion du monde et vice-champion d'Europe de l'américaine avec David Muntaner à Minsk. Il s'agit de ses premières médailles internationales chez les élites. En 2014 à Cali, il est sacré champion du monde de l'américaine avec Muntaner, alors que le duo belge avait été annoncé vainqueur par erreur pendant 30 minutes. L'Espagne n'avait plus eu de champion du monde sur piste depuis le succès de Joan Llaneras sur la course aux points en 2007. Avec Sebastián Mora, il est champion d'Europe de l'américaine en 2015. Aux mondiaux de la même année, il est vice-champion du monde du scratch derrière l'Allemand Lucas Liß.
Après un peu plus de deux saisons passées au sein de la formation Ecuador, il signe en mars 2016 un contrat avec l'équipe continentale anglaise Raleigh GAC. En octobre, il conserve avec Mora son titre de champion d'Europe de l'américaine et remporte également un deuxième titre sur l'omnium. En 2017, il devient à nouveau champion d'Europe de l'omnium et décroche la médaille de bronze sur cette discipline aux championnats du monde. En 2018, il est vice-champion du monde de l'américaine, cette fois avec Sebastián Mora. Les deux coureurs ont également remporté la finale des Six Day Series à Palma. Torres s'impose ensuite sur l'omnium de la Coupe du monde 2018-2019 à Saint-Quentin-en-Yvelines. En 2020, avec Sebastián Mora, il devient pour la troisième fois champion d'Europe de l'américaine.
En 2020, il signe un contrat avec l'équipe World Tour Movistar et participe ensuite principalement à des courses sur route. Il découvre notamment les grands tours. En août 2021, il prend part à ses deuxième Jeux olympiques à Tokyo, où il termine sixième de la course à l'américaine et dixième de l'omnium.
En avril 2022, il participe à son premier Paris-Roubaix, mais doit abandonner après une chute. Il est révélé qu'il souffre d'une fracture de la tête du radius qui l'oblige à passer trois semaines sans vélo. En octobre, Movistar annonce l'extension du contrat de Torres jusqu'en fin d'année 2023. En février 2023, il remporte la médaille d'argent sur la course aux points des championnats d'Europe sur piste. Une chute lors de la Classic Bruges-La Panne lui cause une fracture de la clavicule droite, ce qui l'empêche de pouvoir participer à la suite des classiques flandriennes. En août, il est vice-champion du monde de la course aux points derrière Aaron Gate. Deux mois plus tard, Movistar annonce en octobre la prolongation de son contrat jusqu'en fin d'année 2024.
L'objectif de sa saison 2024 est de participer aux Jeux olympiques de Paris. Lors de ceux-ci, il termine au pied du podium sur l'omnium. Lors de la course à l'américaine, il est victime d'une chute à 28 tours de l'arrivée alors qu'il lutte pour le podium avec Mora. En raison du protocole commotion, Torres n'est pas autorisé à reprendre la course, laissant son compatriote seul en piste qui recule jusqu'à terminer à la huitième place.

## Palmarès sur piste

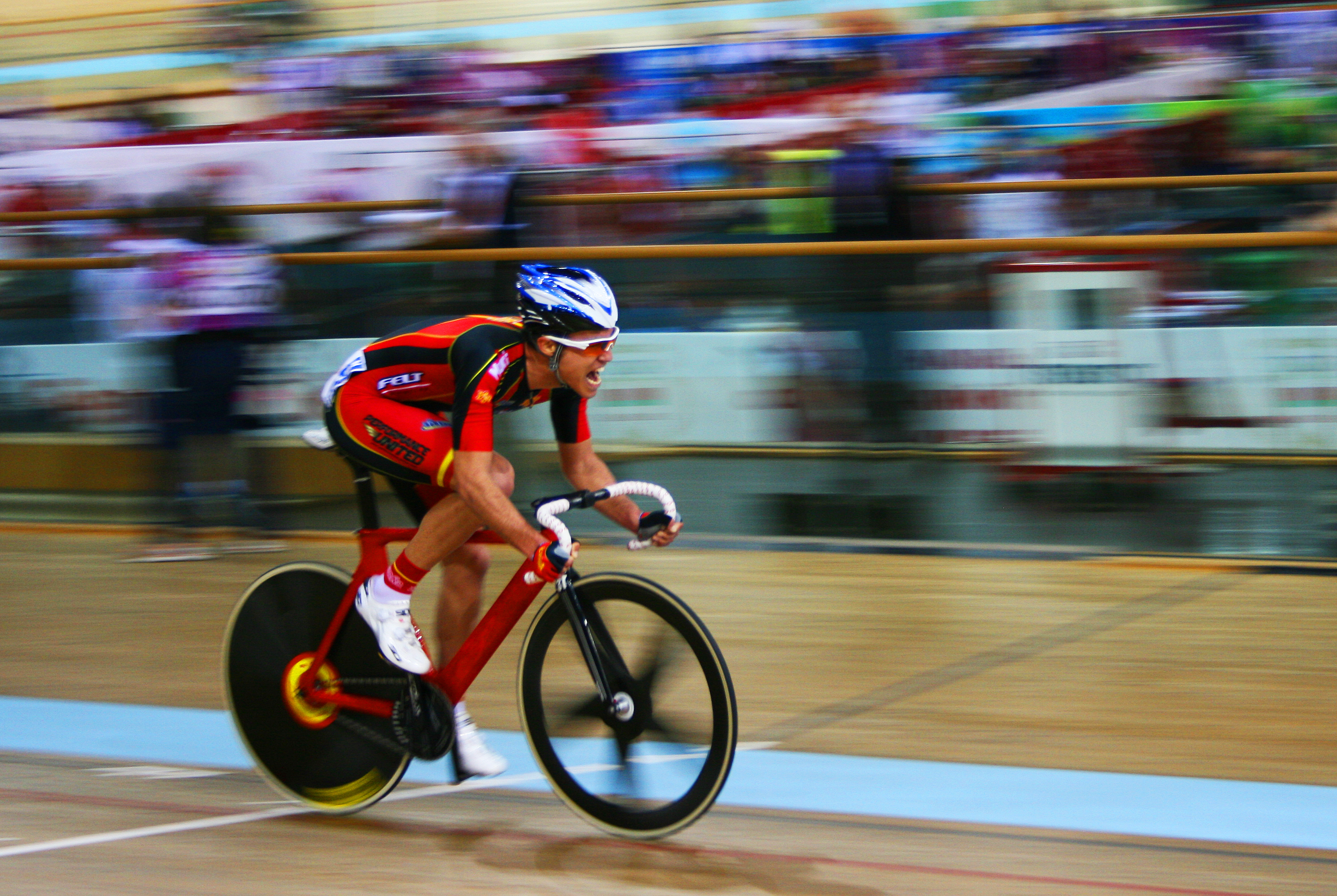
Albert Torres lors des championnats du monde de cyclisme sur piste 2013.

### Jeux olympiques
- Londres 2012
  - 6e de la poursuite par équipes
- Tokyo 2020
  - 6e de la course à l'américaine
  - 10e de l'omnium
- Paris 2024
  - 4e de l'omnium
  - 8e de la course à l'américaine

### Championnats du monde
- Pruszków 2009
  - 8e de l'omnium
- Copenhague 2010
  - 18e de la poursuite individuelle
- Melbourne 2012
  - 5e de la poursuite par équipes
  - 5e de l'américaine
- Minsk 2013
  -  Médaillé d'argent de l'américaine (avec David Muntaner)
  - 10e du scratch
- Cali 2014
  -  Champion du monde de l'américaine (avec David Muntaner)
  - 5e de la poursuite par équipes
- Saint-Quentin-en-Yvelines 2015
  -  Médaillé d'argent du scratch
  - 4e de l'américaine
  - 10e de la poursuite par équipes
- Londres 2016
  -  Médaillé de bronze de l'américaine
- Hong Kong 2017
  -  Médaillé de bronze de l'omnium
  - 7e de l'américaine[6]
  - 13e de la poursuite par équipes[7]
- Apeldoorn 2018
  -  Médaillé d'argent de l'américaine (avec Sebastián Mora)
  - 13e de l'omnium[8]
- Pruszków 2019
  - 5e de l'américaine
  - 6e de l'omnium
- Glasgow 2023
  -  Médaillé d'argent de la course aux points
  - 15e du scratch

### Coupe du monde
- 2010-2011
  - 2e de la poursuite par équipes à Pékin
- 2011-2012
  - 1er de la course aux points à Londres
  - 2e du scratch à Pékin
  - 3e de l'américaine à Pékin
- 2013-2014
  - 1er de l'américaine à Aguascalientes (avec David Muntaner)
- 2016-2017
  - 1er de l'américaine à Glasgow (avec Sebastián Mora)
  - 2e de l'omnium à Apeldoorn
- 2017-2018
  - 3e de l'omnium à Manchester
- 2018-2019
  - 1er de l'omnium à Saint-Quentin-en-Yvelines
  - 2e de l'omnium à Berlin
  - 3e de l'américaine à Londres
- 2019-2020
  - 3e de l'américaine à Minsk

### Coupe des nations
- 2024
  - 2e de l'américaine à Hong Kong
- 2025
  - 1er de la course à l'américaine à Konya (avec Sebastián Mora)

### Championnats d'Europe
| Édition / Épreuve              | Poursuite individuelle | Course aux points | Américaine               | Scratch | Omnium |
| Cottbus 2007 (juniors)         | Bronze                 |                   |                          |         |        |
| Pruszkow 2008 (juniors)        | Or                     | Argent            |                          |         |        |
| Minsk 2009 (espoirs)           |                        |                   |                          | Bronze  |        |
| Anadia 2011 (espoirs)          | Bronze                 |                   |                          |         |        |
| Anadia 2012 (espoirs)          | Argent                 |                   | Bronze                   |         |        |
| Apeldoorn 2013                 |                        |                   | Argent                   |         |        |
| Granges 2015                   |                        |                   | Or (avec Sebastián Mora) |         |        |
| Saint-Quentin-en-Yvelines 2016 |                        |                   | Or (avec Sebastián Mora) |         | Or     |
| Berlin 2017                    |                        |                   |                          |         | Or     |
| Plovdiv 2020                   |                        |                   | Or (avec Sebastián Mora) |         |        |
| Munich 2022                    |                        | 7e                | 5e                       | 13e     |        |
| Granges 2023                   |                        | Argent            | 6e                       | 7e      |        |

### Six Jours
- Rotterdam : 2016 (avec Sebastián Mora)
- Palma : 2018 (avec Sebastián Mora)

### Championnats nationaux
- 2005
  - 2e du championnat d'Espagne de course aux points cadets
- 2006
  - 2e du championnat d'Espagne de course aux points cadets
- 2007
  -  Champion d'Espagne de l'américaine juniors
  - 2e du championnat d'Espagne de poursuite individuelle juniors
- 2008
  -  Champion d'Espagne de poursuite par équipes
  -  Champion d'Espagne de poursuite individuelle juniors
  -  Champion d'Espagne de l'américaine juniors
  -  Champion d'Espagne de course aux points juniors
- 2010
  -  Champion d'Espagne de l'américaine (avec David Muntaner)
- 2011
  -  Champion d'Espagne de l'américaine (avec David Muntaner)
  -  Champion d'Espagne de poursuite par équipes
  -  Champion d'Espagne de la course aux points espoirs
- 2012
  -  Champion d'Espagne de course aux points
  -  Champion d'Espagne de l'américaine (avec David Muntaner)
  -  Champion d'Espagne de poursuite par équipes
- 2013
  -  Champion d'Espagne de l'américaine (avec David Muntaner)
  -  Champion d'Espagne de poursuite par équipes
- 2014
  -  Champion d'Espagne de course aux points
  -  Champion d'Espagne de poursuite par équipes
  - 2e du championnat d'Espagne de poursuite individuelle
  - 3e du championnat d'Espagne de l'américaine
- 2015
  -  Champion d'Espagne de course aux points
  -  Champion d'Espagne de poursuite par équipes
  - 2e du championnat d'Espagne de scratch
- 2016
  -  Champion d'Espagne de poursuite individuelle
  -  Champion d'Espagne de poursuite par équipes
  -  Champion d'Espagne de l'américaine (avec Xavier Cañellas)
  -  Champion d'Espagne du scratch
  - 3e du championnat d'Espagne de course aux points
- 2017
  -  Champion d'Espagne de poursuite individuelle
  -  Champion d'Espagne de poursuite par équipes
  -  Champion d'Espagne de course aux points
  -  Champion d'Espagne de l'américaine (avec Xavier Cañellas)
  -  Champion d'Espagne du scratch
- 2018
  -  Champion d'Espagne de poursuite par équipes
  -  Champion d'Espagne du scratch
  - 2e du championnat d'Espagne de poursuite
  - 2e du championnat d'Espagne de l'américaine
  - 3e du  championnat d'Espagne de course aux points
- 2019
  -  Champion d'Espagne de poursuite individuelle
  -  Champion d'Espagne de poursuite par équipes
  -  Champion d'Espagne de course aux points
  -  Champion d'Espagne de l'américaine (avec Xavier Cañellas)
  -  Champion d'Espagne du scratch
  -  Champion d'Espagne d'omnium
- 2023
  -  Champion d'Espagne de course aux points
  -  Champion d'Espagne du scratch

### Autres compétitions
- 2015-2016
  - 2e de l'américaine à Cali

## Palmarès sur route

### Par années
| - 2006 - Champion d'Espagne du contre-la-montre cadets - 2008 - Champion d'Espagne sur route juniors - 2010 - Champion d'Espagne sur route espoirs - 3e du championnat d'Espagne du contre-la-montre espoirs - 2012 - 2e du championnat d'Espagne du contre-la-montre espoirs | - 2016 - 3e du Beverley Grand Prix - 2017 - 2e étape de la Vuelta a la Independencia Nacional - 2019 - Champion des îles Baléares du contre-la-montre |  |

### Résultats sur les grands tours

#### Tour de France
1 participation
- 2022 : 134e

#### Tour d'Italie
5 participations
- 2020 : 106e
- 2021 : 138e
- 2023 : 122e
- 2024 : 68e
- 2025 : 127e

### Classements mondiaux
| Année                                 | 2014 | 2015 | 2016 | 2017 | 2018 | 2019 | 2020 | 2021 | 2022 | 2023  |
| ------------------------------------- | ---- | ---- | ---- | ---- | ---- | ---- | ---- | ---- | ---- | ----- |
| Classement mondial                    |      |      | 854e | 766e | 815e | nc   | nc   | nc   | nc   | 3070e |
| UCI Europe Tour                       | nc   | 853e | 546e | 577e | 494e | nc   | nc   | nc   | nc   | nc    |
| UCI Asia Tour                         | 388e | nc   | nc   | nc   | nc   |      |      |      |      |       |
| UCI America Tour                      | nc   | nc   | nc   | 258e | nc   |      |      |      |      |       |
| UCI Africa Tour                       | nc   | 212e | nc   | nc   | 271e |      |      |      |      |       |
|                                       |      |      |      |      |      |      |      |      |      |       |
| Légende : nc = non classéSource : UCI |      |      |      |      |      |      |      |      |      |       |